# Университетско издателство „Св. Климент Охридски“
Университетско издателство „Св. Климент Охридски“ е българско университетско книгоиздателство, създадено през 1986 г. като звено на Софийския университет „Св. Климент Охридски“ във връзка с предстоящата 100-годишнина на университета. Дотогава монографиите, учебниците и годишниците на СУ се издават от издателството на БАН.
Издателството е специализирано в издаването на научна, научнопопулярна и учебна литература на български и на чужди езици, преводна литература, справочници, списания и годишници.
Издателската дейност обхваща целия спектър на знанието – езикознание, литературознание, философия, история, социология, психология, право, икономика, журналистика, математика и информатика, физика, химия, биология, геология и география и др.
Университетско издателство разполага със собствена печатница.

## Директори
Директор на издателството от 1989 до 2011 г. е писателят Димитър Томов. От 2011 до април 2017 г. – Димитър Радичков, син на писателя Йордан Радичков. От април 2017 г. директор е литературоведът проф. Валери Стефанов.

## Поредици
Една от първите поредици на издателството е „Видни университетски учени“, която в очеркова форма откроява фигурите на научните университетски авторитети, между които и на преподаватели, обречени по идеологически причини да бъдат изключени от академичната памет.
От ранните години на издателството е и поредицата „Дебюти“ – замислена да дава възможност на талантливи млади учени да издадат бързо своите първи книги, което им осигурява често липсващата преди синхронност с актуалното състояние на съответната наука.
В поредицата „Архив“ са публикувани ценни за историческата наука архивни текстове – дневници, мемоари, спомени, писма.
Един от успешно осъществените издателски проекти на издателството в началото на 90-те години на ХХ в. е библиотека „Класическо наследство“ (под научната редакция на проф. Исак Паси), в която са преведени и снабдени с научен коментар класически текстове на най-изтъкнатите западноевропейски философи.
За разнообразието от проекти на издателството свидетелстват също поредиците „Ключ към университета“, „Литературоведско наследство“, „Културно-историческо наследство“, „Весела България“, библиотека „Идеи“, както и библиотека „Литературознание 20 век“, включила текстове, очертали образа на модерната литературна теория на ХХ век.
Фундаменталните трудове на университетски преподаватели от СУ са обединени в поредицата „Университетска библиотека“.
От есента на 2012 г. издателството открива поредицата за художествени дебюти „Нова поезия и проза“. Водещ редактор на поредицата е Ани Илков, а публикуваните автори са завършили Магистърската програма по творческо писане към Факултета по славянски филологии на СУ или са посещавали Семинара за бакалаври.

## Договор с НДФ „13 века България“
Съгласно договор № 15 от 13 май 2003 г. между Националния дарителски фонд „13 века България“ и Университетското издателство „Св. Климент Охридски“ издателството получава сума за закупуване на машини, а се задължава в десетгодишен срок да изпълнява поръчки на НДФ „13 века България“ по отпечатване на подпомагани от Фонда книги при договорирана годишна квота в размер от 37 000 щатски долара. Издателството редовно не успява да изпълни своите задължения по договора.